# Товарная контора Московской окружной железной дороги
Това́рная конто́ра Моско́вской окружно́й желе́зной доро́ги — здание постройки 1900-х годов; объект культурного наследия регионального значения. Адрес: Москва, Сигнальный проезд, 14А.

## История
- Здание строилось в 1903—1908 годах.
- Архитектор А. Н. Померанцев,
- инженеры С. Д. Карейша, Л. Д. Проскуряков.

Товарная контора на станции Владыкино Московской окружной железной дороги является единственным сохранившимся на кольце МКМЖД зданием подобного типа.
С 27 февраля 2017 года здание включено в перечень объектов культурного наследия регионального значения.

## Интересные факты
- В процессе строительства СВХ, дом был сохранён, будучи «вписан» в одну из дорожных петель на соединении СЗХ и СВХ.
  - К дому создан съезд[3] с автодорожной развязки.